# Granat NWM V40
V40 Mini-Grenade – holenderski granat zaczepny. Jeden z najmniejszych i najlżejszych produkowanych granatów ręcznych.